# Úzká mezera
Úzká mezera je prázdný (bílý) typografický znak o šířce cca jedné pětiny (někdy i jedné šestiny) základní typografické jednotky. V souladu se svým názvem je tedy užší než běžná mezera i než široká mezera.

## Užití
Úzká mezera se používá v situacích, kdy jsou okolní prvky těsně vázány:
- při oddělování řádů v číslech: v hodnotách fyzikálních veličin v jednotkách SI, v peněžních částkách různých měn (naopak ale ne v letopočtech),
- k oddělení dvojčíslí nebo trojčíslí u telefonních čísel a PSČ,
- pokud je záhodno kompenzovat „řídký“ znak v sousedství (kolem pomlčky, před a za uvozovkami, za tečkou, čárkou a apostrofem),
- často je využíván také k vložení mezery mezi vnořené uvozovací znaky, zde je ale vhodnější vlasová mezera,
- v češtině se občas používá ve zkratkách s tečkami (např. s. r. o., o. p. s., …) nebo pro datum psané čísly, za tečky,
- mezi číslem a jednotkou,
- mezi číslem a měnou, % apod.,
- v názvu modelu nějakého výrobku.

V mnoha z těchto případů je ale vhodnější nezlomitelná verze této mezery, respektive její funkce nezalomení řádku v místě mezery.

## Kodifikace
- V systému kódování Unicode je úzká mezera označena jako U+2009 (v HTML &#8201; nebo &thinsp;). Znak U+202f (v HTML &#8239; nebo &x202F;) pak představuje úzkou tvrdou (nezlomitelnou) mezeru o přibližně stejné šířce jakou má znak úzká mezera. Šířka úzké mezery (zlomitelné i nezlomitelné) je závislá na použitém fontu, obvykle 1/5 nebo 1/6 čtverčíku.

V sázecím systému (La)TeX se úzká mezera zapisuje jako \, nebo \thinspace, v matematickém módu jako \, a má šířku 1/6 čtverčíku.
V editoru Microsoft Word lze úzkou mezeru do textu vložit pomocí
- Vložení → Symbol → Další symboly → Podsada: Obecná interpunkce → Thin space (u2009) nebo Narrow No-Break Space (u202F) nebo
- Vložit > Speciální znak
- nebo lze napsat U+202F a pak stisknout Alt+X.

V jiných textových procesorech obdobně.